# Froyennes
Froyennes [fʁwajɛn] (en picard Froyène) est une section de la ville belge de Tournai, située en Wallonie picarde et en Flandre romane dans la province de Hainaut.
C'était une commune à part entière avant la fusion des communes de 1977.

## Évolution démographique
- Sources : INS, Rem. : 1831 jusqu'en 1970 = recensements, 1976 = nombre d'habitants au 31 décembre.

## Histoire
Historiquement le village de Froyennes a connu beaucoup de mouvements. Depuis la préhistoire Froyennes était un habitat humain et l’est resté jusqu'à l’époque romaine pour devenir une villa. C’est à partir du Xe siècle que l’on retrouve des traces de Froyennes sous la désignation d’un village, c’est le pape Pascal II qui le confirme dans un écrit à propos de la cathédrale de Tournai. 

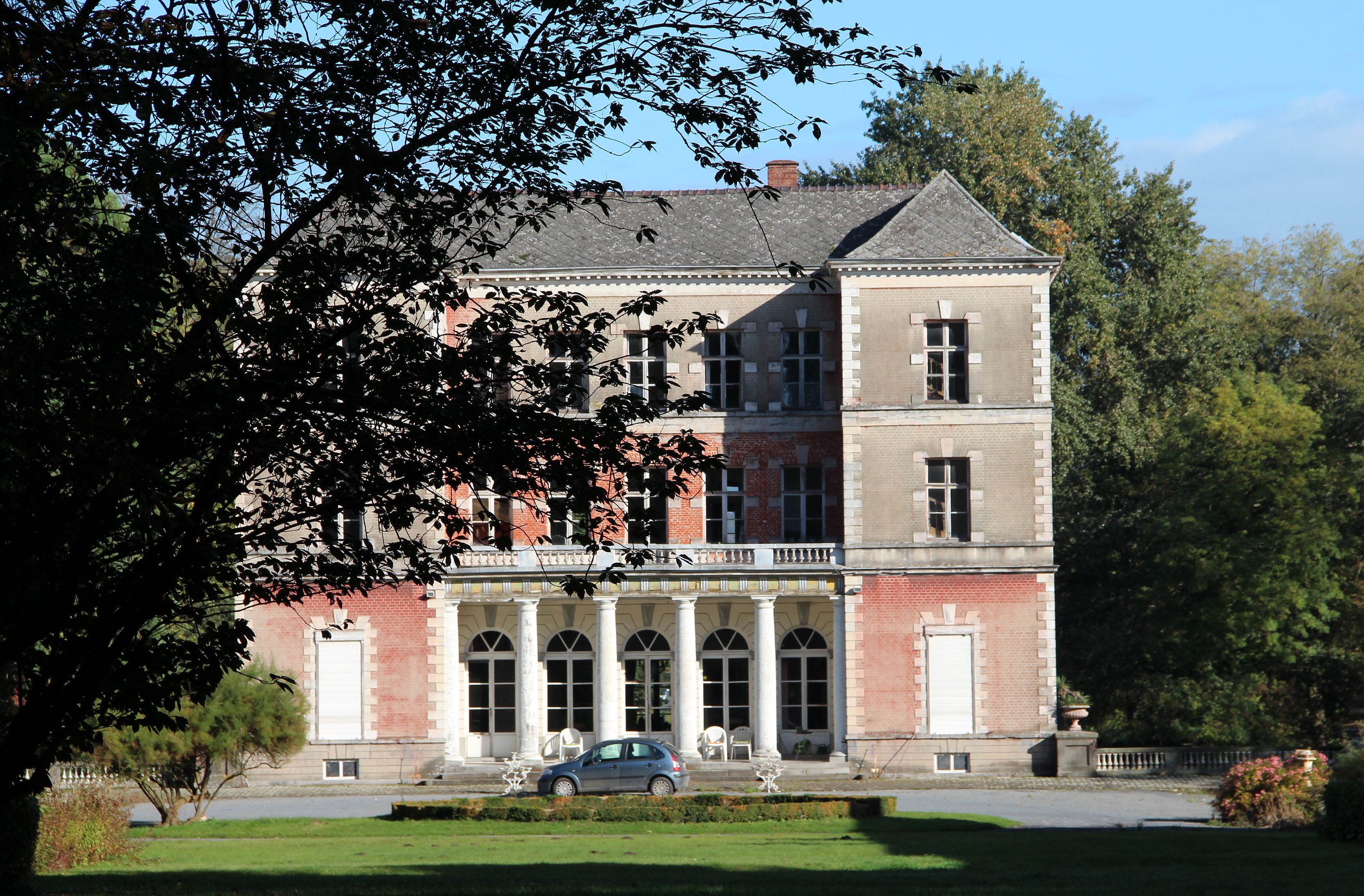
Le château de Beauregard (1796).

Depuis 1803 la paroisse de Froyennes appartient au doyenné de Tournai. Mais pour en arriver là, Froyennes est passé entre les mains de plusieurs seigneurs dont voici les plus importants : 
Fief du roi de France, Froyennes qui au XIIIe siècle appartenaient aux seigneurs qui portaient son nom l’ont revendu aux Mortagne de la ville d’Audenarde qui gardèrent le territoire pour une centaine d’années. Ensuite il passa aux Ribemont vers 1350 qui après 50 ans le cédèrent aux Chin et aux Dimenche encore appelés « Le Lombart ». Ensuite Froyennes a été remplacé aux Medelman de Bouré (1633), aux Succre de Belaing (1650), aux Hendricks (1700), aux La Grange de Nédonchel (1703), aux Desmatin de Cassau et pour finir aux Lossy (famille du dernier bougemestre de Froyennes à la fin du XIXe siècle). 
La localité comptait plusieurs autres fiefs ; celui de Honnevain, celui de Beauregard, ceux de Flequieres de Casau et d’autres de moindre importance.

## Liste des bourgmestres jusqu'en 1977
Liste des bourgmestres de Froyennes avant la fusion des communes en 1977 :
- Maitre  Jean-Baptiste Bousmar (1790?-1798) ;
- Pierre Dominique Cousinne (1798-1825) ;
- Ernest d'Ysembart de Wreichem (1825-1858) ;
- Pierre Dominique Joseph Cousinne (1858-1885) ;
- Armand Charles Henri de Lossy de Froyennes (1885-1900) ;
- Ferdinand Sory (1901-1905) ;
- Jules Marie Antoine Capart (1906-1910) ;
- Albéric Jean Marie Desmons (1911-1921) ;
- Alfred Vigin (1921-1924) ;
- Léopold Jean Baptiste Lardin (1925-1929) ;
- Victor Brillon (1933) ;
- Alfred Sory  (1932-1947) ;
- Eloi Wocquier (1947-1948) ;
- Gaston Dekerpel (1948-1958) ;
- Hector Kimpe  (1959-1972) ;
- Roger Dumoulin (1973-1976).

## Patrimoine, curiosité et culture

### Patrimoine civil et religieux
Le village compte plusieurs bâtiments et sites repris sur la liste du patrimoine immobilier classé de Tournai.
- le château de Beauregard,
- le parc et le centre touristique constitué par l'église et la drève de tilleuls qui y conduit,
- le vieux moulin à eau,
- les étangs et les terrains environnants.

Froyennes est aussi un village religieux.  On y retrouve huit lieux de recueillement qui servent pour la récitation annuelle du chapelet qui se déroule durant le mois de mai. Il y a :
- Notre-Dame de Fatima qui se trouve à la Chaussée de Lannoy,
- Notre-Dame de l’Oiseau qui se trouve à la Chaussée de Lannoy,
- Notre-Dame de Lourdes qui se trouve à la rue Abbé Nestor Frère,
- Notre-Dame de Bonsecours qui se trouve à la Chaussée de Lannoy,
- Notre-Dame de Beauraing qui se trouve au Chemin des Nonettes,
- Notre-Dame de la Délivrance qui se trouve à la Chaussée de Lannoy,
- Notre-Dame de Lourdes qui se trouve au Chemin Royer,
- Notre-Dame de Lourdes qui se trouve à la Rude de Fléquières.

Entre 1940 et 2000, le village a connu six prêtres : François Mainil, Joseph Derache, Henri Caudrelier, Maurice Lejeune, Jean Rossomme, Michel Decarpentrie.
Ce village a également souffert des guerres mondiales. On retrouve ainsi dans le cimetière de Froyennes une pelouse d’honneur dédiée à cette période de l’histoire. 88 tombes d'anciens combattants de la première guerre et de la seconde guerre mondiale s'y retrouve. Une stèle a également été posée sur laquelle on peut lire : « Pelouse d’honneur à la mémoire des combattants, souvenez-vous »
À l’occasion des fêtes du Centenaire de l’indépendance de la Belgique, les Froyennois ont placé un monument aux morts sur la place. Cette réalisation a été inaugurée le 5 octobre 1930. Sur ce monument on retrouve le nom des déportées, des prisonniers politiques, des combattants et des victimes civiles des guerres 14/18 et 40/45.
Actuellement le site le plus connu de Froyennes est son moulin à eau. Il a été construit au XIIIe siècle et se situe à la rue Abbé Nestor Frère sur le ruisseau Saint-Eloi. Ce moulin a subi plusieurs transformations et réparation mais il ne tourne plus. Il a servi de nombreuses années pour moudre les céréales. Les autres sites sont : le château de Froyennes ou le château de Beauregard de son véritable nom. Il se situe dans la même rue que le moulin. En face le parc et les étangs qui constituent les alentours de l’église de Froyennes.

### Curiosité

#### La Fontaine de Froyennes

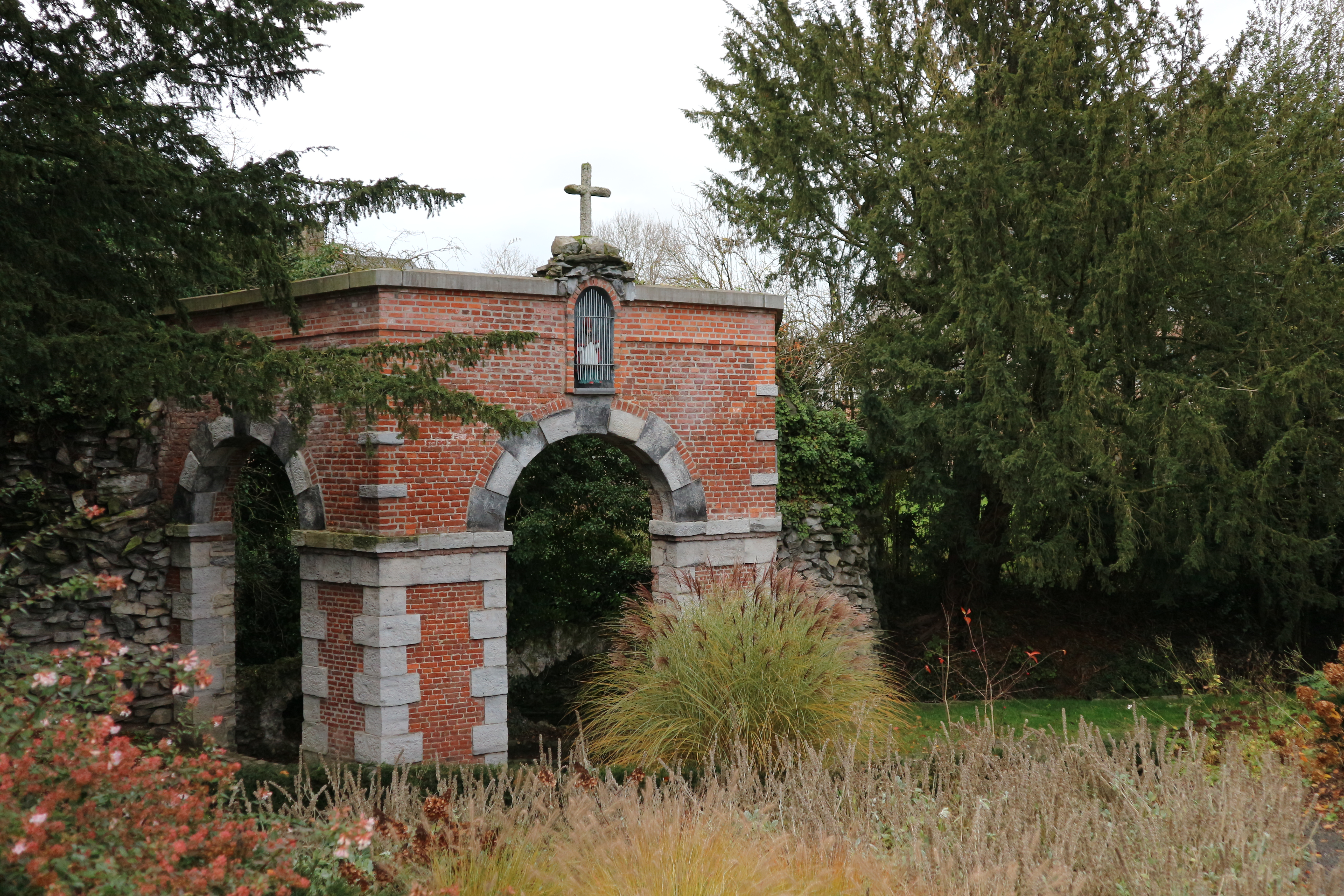
La fontaine Saint-Éloi en 2017.

Située en retrait de la chaussée de Lannoy, la fontaine a longtemps été considérée comme sacrée dans la région. En effet, depuis sa création dans la décennie de 1840 et jusqu'au milieu du XXe siècle, la population tournaisienne s'affairait à prélever un peu de son eau. Elle avait la réputation de soigner les maux d'estomacs et d'intestins.
En 2012, et à l'initiative d'une riveraine soucieuse de protéger le patrimoine de son village, la fontaine est restaurée pour la somme de 5 000 euros. Restauration financée en grande partie par la ville de Tournai, mais également, à 10 %, par le comité des fêtes de Froyennes.

## Économie

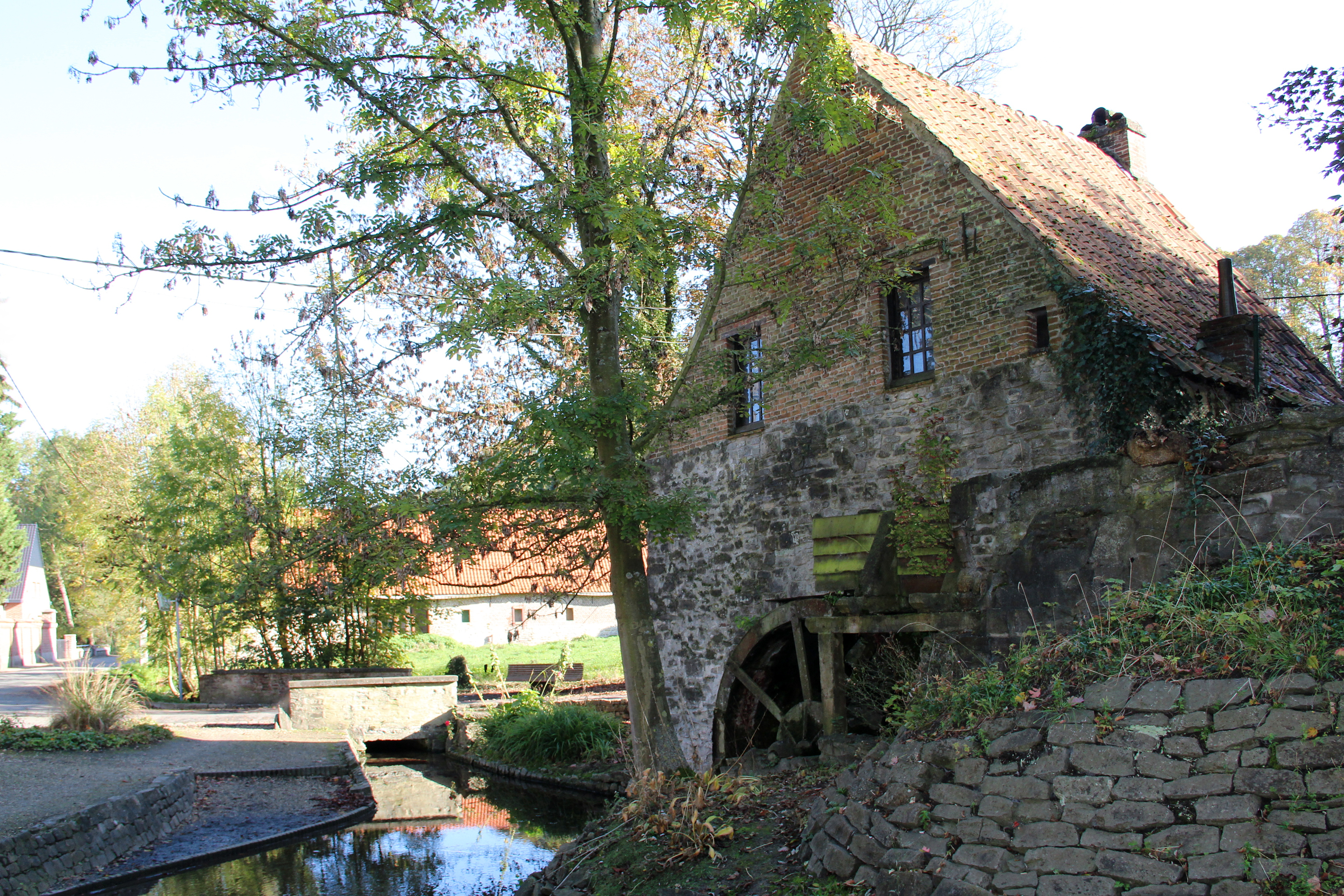
Le moulin à eau.

Autrefois le territoire de Froyennes fut essentiellement rural plus de 95 % des terres étaient cultivées dont 35 % uniquement dédiées aux céréales. La localité a vu sa surface agricole peu à peu se réduire. Actuellement l’activité agricole représente 10 % de l'activité d'autrefois. Depuis la seconde guerre mondiale Froyennes s’est surtout développé dans la petite industrie, surtout au niveau du bâtiment, et dans les services dont beaucoup de homes. Froyennes a aussi un quartier industriel annexe au parc Tournai-Ouest et une zone commerciale.

## Vie associative

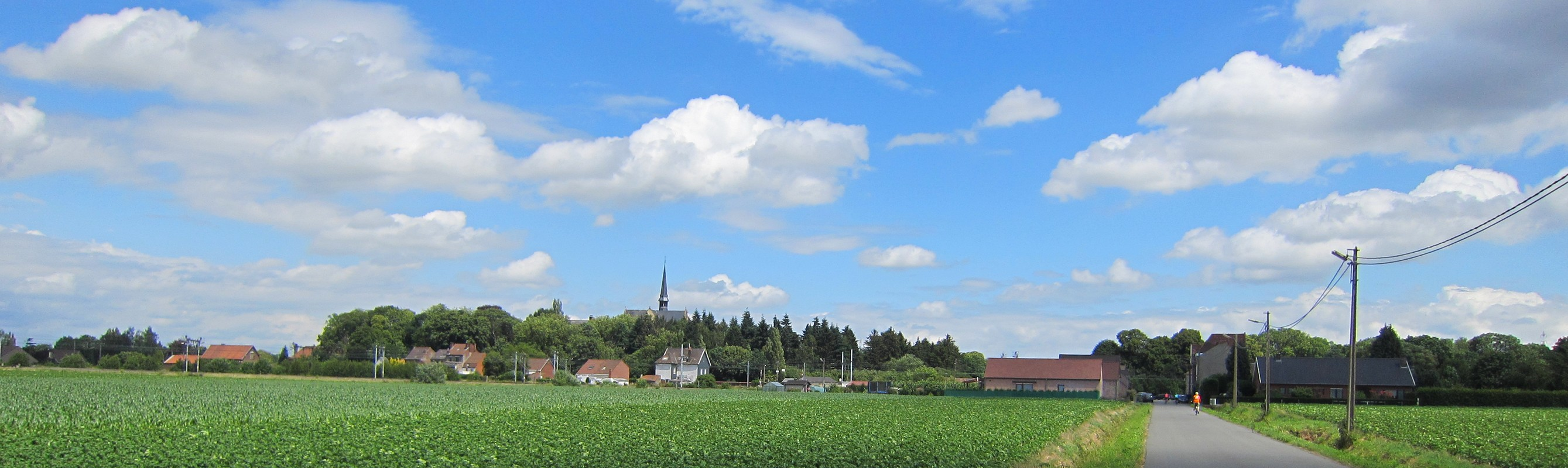
Froyennes avec le clocher de l'Institut Saint-Luc.

Froyennes est un village qui comporte de multiples activités. Au cours du temps on dénombre beaucoup d’activités tel que : tournoi de tennis de table, feux d’artifice, illuminations, concours de pétanque, balle pelote, football, gymkhanas, concerts, tournois de manille, courses cyclistes, randonnée (le GR 122 traverse la commune), etc. On y retrouve également deux troupes de théâtres : la troupe de théâtre du cercle «Loisirs et Culture» (aujourd'hui dissoute) et la troupe de théâtre d'expression picarde «La Relève Saint-Eloi » (toujours en activité). En effet ce village comporte beaucoup d’associations (comité du Foyer St Eloi), de clubs (Palette froyennoise - Tennis de table), de groupements (louveteaux, scouts). Il comporte également des communautés, des hébergements ainsi que l’école libre Saint-Eloi qui se trouve chaussée de Lannoy 144 bis et qui organise des cours maternelles et primaires.